# 諾布爾峰
諾布爾峰（英語：Noble Peak）是南極洲的山峰，位於帕默群島的溫克島西北部，處於洛克利角西南面1.9公里，海拔高度720米，由保加利亞的探險隊發現，現時由南極條約體系管理。